# Ранньофеодальна монархія
Ранньофеодальна монархія — форма правління, хронологічно перша з форм феодальної монархії. Розвивається при переході до феодалізму залежно від кліматичних особливостей регіону або від рабовласницького ладу (Південна Європа, Північна Африка, Передня Азія, Середня Азія, Індія, Китай), або безпосередньо від первіснообщинного ладу (Західна Європа, див. варварські королівства, Північна Європа, Східна Європа). Зберігається також у період феодальної роздробленості . Хронологічно передує станово-представницькій монархії (деякі дослідники виділяють проміжний етап вотчинної монархії).
В умовах військової демократії князь (король), спираючись на дружину, з виборного воєначальника перетворюється на главу держави і починає передавати верховну владу у спадок. Він починає призначати посадових осіб (графів, «мужів») як своїх намісників в округах (у міських центрах спілок племен), пізніше намісники монарха замінюють собою і виборних посадових осіб нижчих рівнів (сотників).
З ростом території держави, зростанням бюрократичного апарату, розгалуженням правлячої династії відбувається політична децентралізація, на затвердження тієї чи іншої кандидатури на монаршому престолі починають впливати великі феодали. Верховна влада стає номінальною.
На наступному етапі, при повному розвитку прошарку дрібних феодалів на місцях і містян, глава держави в союзі з ними одержує можливість ущемити права великих феодалів, територіально збільшити свій домен і почати процес централізації держави, знову зробити свою владу реальною і спадковою.